# Akkastjärnen (Tärna socken, Lappland)
Akkastjärnen är en sjö i Storumans kommun i Lappland och ingår i Umeälvens huvudavrinningsområde.